# 樋口泰行
樋口 泰行（ひぐち やすゆき、1957年11月28日 - ）は、日本の実業家。現在、パナソニックホールディングス株式会社傘下のB2Bソリューションを手掛けるパナソニック コネクト株式会社の初代 代表取締役 執行役員 社長・CEO

## 来歴・人物
兵庫県生まれ、奈良県育ち。奈良市立鶴舞小学校、奈良市立富雄中学校、奈良市立登美ヶ丘中学校、奈良県立奈良高等学校、大阪大学工学部電子工学科卒業。松下電器産業のエンジニア時代、同じプロジェクトで仕事をした米国IBMスタッフの影響から、ハーバード・ビジネス・スクール（ハーバード大学経営大学院）へ留学、修了。2003年には、日本ヒューレット・パッカードの社長に抜擢された。
2005年年5月に日本ヒューレット・パッカード社を退任し、産業再生機構の支援で再建中であったダイエーの代表取締役社長に就任した。しかし、同社を支援する丸紅との確執から、2006年10月に社長を退任。
2007年3月5日付で、マイクロソフト日本法人の代表執行役最高執行責任者（COO）に、翌2008年4月1日付で、同代表執行役社長 兼 米国本社コーポレートバイスプレジデントに就任した。2015年7月1日、副社長であった平野拓也へ社長職を譲り、自身は代表執行役会長に就任。2017年4月1日付で古巣パナソニックに復帰し、専務役員・コネクティッドソリューションズ社社長に就任。 同年6月29日 パナソニック株式会社代表取締役専務執行役員に就任した。
2017年、パナソニックに復帰後、改革に着手。B2B顧客の本社が集中する東京へのカンパニー本社の移転（2017年10月）や、フリーアドレスの導入、服装のカジュアル化、ICTのフル活用によりコミュニケーションの壁をなくすなどの取り組みを進めるなど、従来のパナソニックにはなかった企業文化を根付かせていく活動に注力した。事業戦略においては、パナソニックのモノづくりの100年の知見やノウハウを活かして、製造（造る）・物流（運ぶ）・流通、店舗（売る）をつなぐサプライチェーンを中心とした顧客の現場の “お困りごと” の解決に役立てていくというビジョン「現場プロセスイノベーション」に基づき、事業強化を図った。
2020年5月、サプライチェーン専門ソフトウェア企業でグローバル首位の米企業Blue Yonderに20％、8億ドルを超える出資を決定した。さらに2021年には残り80%の株式を取得し、Blue Yonderの買収を完了した。この投資により両社はオートノマスサプライチェーン（サプライチェーンの自動化）の実現を目指している。
2022年4月、パナソニックの持株会社制移行に伴い、パナソニック株式会社コネクティッドソリューションズ社の事業を継承し、「パナソニック コネクト株式会社」が発足。樋口はその初代の代表取締役 執行役員 社長・CEOに就任した。

## 経歴
- 1976年 奈良県立奈良高等学校卒業[2]
- 1980年 大阪大学工学部卒業
- 1980年 松下電器産業入社
- 1991年 ハーバード・ビジネス・スクール（ハーバード大学経営大学院）修了、Master of Business Administration
- 1992年 ボストンコンサルティンググループ入社
- 1994年 Apple Computer入社
- 1997年 コンパックコンピュータ（現日本ヒューレット・パッカード）入社
- 2003年 日本ヒューレット・パッカード代表取締役社長就任
- 2005年 ダイエー代表取締役社長就任
- 2006年 ダイエー代表取締役社長を退任し、顧問に就任
- 2006年12月31日 ダイエー顧問を退任
- 2007年3月5日 マイクロソフト日本法人代表執行役 最高執行責任者に就任
- 2008年4月1日 マイクロソフト日本法人代表執行役社長 兼 米国本社コーポレートバイスプレジデントに就任
- 2015年7月1日 日本マイクロソフト代表執行役会長に就任
- 2017年4月1日 パナソニック株式会社専務役員・コネクティッドソリューションズ社社長に就任[1]
- 2017年6月29日 パナソニック株式会社代表取締役専務執行役員に就任[1]
- 2022年2月16日 Blue Yonderジャパン株式会社代表取締役会長に就任
- 2022年4月1日 パナソニック コネクト株式会社代表取締役 執行役員 社長・CEOに就任

## テレビ番組
- 日経スペシャル カンブリア宮殿 ニッポン企業・大改革時代 第2弾! 巨艦パナは変われるか? 凄腕"出戻り"の挑戦（2020年4月2日、テレビ東京）- パナソニック 専務 樋口泰行出演[3]。

## 著書
- 『「愚直」論 私はこうして社長になった』（2005年3月3日、ダイヤモンド社）ISBN 9784478733066
- 『変人力 人と組織を動かす次世代型リーダーの条件』（2007年12月6日、ダイヤモンド社）ISBN 9784478000830
- 『マイクロソフトで学んだこと、マイクロソフトだからできること。』（2011年5月2日、東洋経済新報社）ISBN 9784492502167
- 『僕が「プロ経営者」になれた理由 変革のリーダーは「情熱×戦略」』（2016年12月14日、日本経済新聞出版社）ISBN 9784532321185
- 『パナソニック覚醒 愛着心と危機感が生む変革のマネジメント』（2022年4月14日、日経BP社）ISBN 9784296111725